# Никита (Тотемский)
Епископ Никита (Тотемский; ум. 1704, Коломна) — епископ Русской православной церкви, епископ Коломенский и Каширский.

## Биография
Происходил из купеческого рода города Тотьмы.
С 21 июня 1661 года — архимандрит Кирилло-Белозерского монастыря. 19 августа 1664 года уволен от управления монастырём.
Во время пребывания Патриарха Никона в заточении в Ферапонтовом монастыре архимандрит Никита был его духовником. После смерти Патриарха Кирилло-Белозерский архимандрит сопровождал его тело к месту погребения в Ново-Иерусалимском монастыре.
27 апреля 1666 года определён архимандритом в Кириллов Новоезерский монастырь.
26 декабря 1667 года возвращён в Кирилло-Белозерский монастырь.
6 ноября 1681 года архимандрит Никита был хиротонисан в епископа Архангельского и Звенигородского и должен был стать первым епископом возрождённой кафедры, но поскольку реформа епархиального деления Русской Церкви «в совершенное действо за некими препятии не произведеся», епископ Никита был определён к служению в московский Архангельский собор.
С 24 декабря того же года — архиепископ Коломенский и Каширский.
Период правления архиепископа Никиты отмечен активным храмоздательством. В год его поставления артелью мастера Мелентия Алексеева было завершено строительство нового Успенского собора, начатое ещё при архиепископе Иосифе. Построен большой архиерейский дом.
Во время голода поддерживал и кормил бедных.
Кандидатура архиепископа Никиты выдвигалась на Патриарший Престол. Однако Пётр I, после смерти Патриарха Адриана в 1700 году, не спешил с утверждением новой кандидатуры Первосвятителя до тех пор, пока не склонился к окончательной отмене Патриаршества.
В последний раз упоминается в июне 1704 году; скончался в том же году. Был похоронен в коломенском Успенском соборе на правой стороне.